# Proca Dawida
Proca Dawida   (hebr. קֶלַע דָּוִד, Kela Dawid lub שַׁרְבִיט קְסָמִים, Szarwit Ksamim, dosł. Magiczna Różdżka, ang. David’s Sling, Magic Wand) – izraelski system obrony przeciwrakietowej, którego celem jest przechwytywanie pocisków rakietowych średniego i dalekiego zasięgu, taktycznych pocisków balistycznych oraz bezzałogowych statków powietrznych. System produkowany jest przez przedsiębiorstwa zbrojeniowe Rafael (Izrael) i Raytheon (Stany Zjednoczone). Proca Dawida stanowi uzupełnienie izraelskiego systemu przeciwrakietowego pomiędzy Żelazną Kopułą a pociskami Chec 2 i Chec 3.
Od 2017 roku Proca Dawida znajduje się na wyposażeniu Armii Obrony Izraela. W tym samym roku otrzymała nagrodę za innowacyjność w dziedzinie technologii na konferencji w sprawie ochrony przed rakietami balistycznymi w Bostonie.

## Historia
W 2006 roku Izrael rozpoczął prace nad stworzeniem nowego systemu obrony przeciwrakietowej. Dwa lata później Izrael podpisał ze Stanami Zjednoczonymi oficjalne porozumienie w sprawie wspólnego rozwoju systemu Proca Dawida. W 2009 roku Rafael przyznał amerykańskiemu przedsiębiorstwu Raytheon 100 mln dolarów na rozwój pocisku przechwytującego Stunner do systemu oraz pionowej wyrzutni. W 2012 roku Israeli Missile Defense Organization i United States’ Missile Defense Agency rozpoczęły fazę testów rozwojowych Procy Dawida. Pierwszy test odbył się w listopadzie tego samego roku. Wówczas oceniono, że system może wejść do użytku w 2014 roku. Rok później przeprowadzono drugi test, już z pociskiem balistycznym krótkiego zasięgu, który również oceniono pozytywnie. W 2014 roku z powodu cięć budżetowych poczynionych w resorcie obrony Izraelczycy ogłosili, że produkcja Procy Dawida nie rozpocznie się w 2015 roku, mimo zwiększania nakładów finansowych na badania i rozwój ze strony amerykańskiej. Na początku 2015 roku Izrael zwrócił się bezpośrednio do Kongresu o dodatkowe 300 mln dolarów, z których 250 mln przeznaczono by na rozpoczęcie produkcji systemu.
Pod koniec 2015 roku przeprowadzono ostateczne testy poligonowe. Na podstawie ich wyników uznano, że Proca Dawida posiada pełnię zdolności operacyjnych. 1 marca 2016 roku Ministerstwo Obrony Izraela poinformowało, że rozpoczęło dostarczanie pierwszych elementów systemu Procy Dawida Siłom Powietrznym Izraela w celu pełnego wdrożenia systemu w izraelskiej armii . W trakcie testów potwierdzono zdolność systemu do przechwytywania m.in. irańskich pocisków Fatah-110, syryjskich Khaibar-1 kal. 302 mm, pocisków Scud klasy B . W czerwcu 2016 roku w Stanach Zjednoczonych i Izraelu przeprowadzono testy zintegrowanych ze sobą systemów przeciwrakietowych (Żelazna Kopuła, Chec 2, Chec 3, Aegis, Patriot and Terminal High Altitude Area Defense). Przeciwdziałanie symulowanym atakom zakończono z powodzeniem . Od 2006 do 2015 roku Stany Zjednoczone przeznaczyły na rozwój systemu 840 mln dolarów. W 2016 roku Kongres w ramach Defense Bill ustanowił, że przekaże Izraelowi na zakup Procy Dawida 150 mln dolarów, a 99,8 mln zostanie przekazane na dalsze wspólne badania i rozwój systemu.
W 2017 roku na międzynarodowej konferencji Multinational Ballistic Missile Defense w Bostonie system Proca Dawida otrzymał nagrodę Technology Pioneer Award za innowacje w dziedzinie przechwytywania pocisków średniego zasięgu. W tym samym roku Izba Reprezentantów uchwaliła The 2018 National Defense Authorization Act, w którym zwiększyła fundusze na amerykańsko-izraelską współpracę w dziedzinie ochrony przeciwrakietowej do 705 mln dolarów. W dokumencie zaznaczono, że kwota ta zostanie przeznaczona na rozwój Żelaznej Kopuły, pocisków Chec oraz Procy Dawida .
Do 2020 roku Stany Zjednoczone przeznaczyły na rozwój Procy Dawida 1,99 mld dolarów.

## Charakterystyka
W skład jednej baterii systemu Proca Dawida wchodzą cztery pionowe wyrzutnie pocisków (w jednej wyrzutni może być zamontowanych maksymalnie 12 kontenerów z jednym pociskiem w każdym), centrum zarządzania i dowodzenia, radar ELM-2084 .

### Pociski

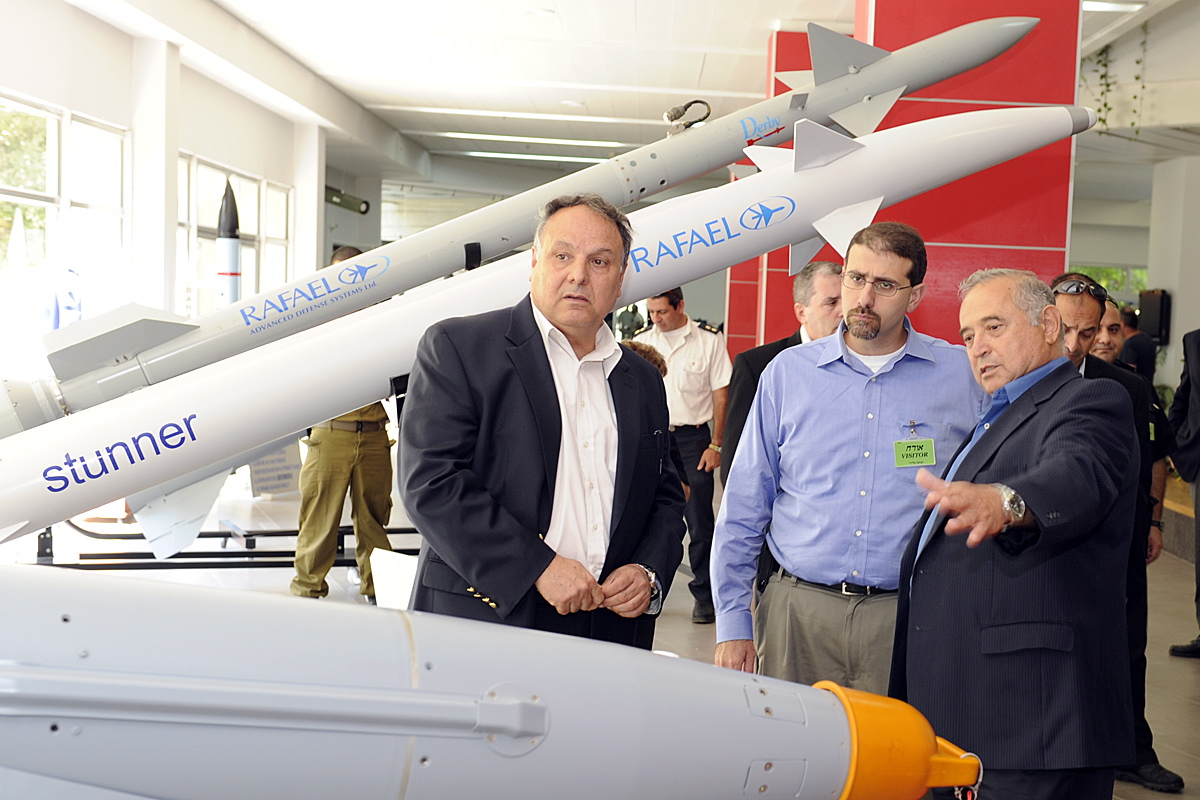
Pocisk Stunner za amerykańskim ambasadorem Danielem B. Shapirą (niebieska koszula) podczas wizytacji zakładów Rafaela (2011)

Głównym pociskiem przechwytującym systemu jest dwustopniowy, manewrujący Stunner typu hit-to-kill. Tak jak wyrzutnie jest on produkowany przez Raytheona. Stunner naprowadzany jest na cel dzięki wielozadaniowemu radarowi namierzania i naprowadzania AESA. Stunner nie posiada głowicy bojowej. Naprowadzany dzięki systemom zlokalizowanym w przedniej części pocisku (tzw. nos delfina) eliminuje zagrożenie poprzez bezpośrednie uderzenie w pocisk . Długość pocisku wynosi 4,6 m. Stunner jest w stanie przechwycić drony, samoloty, pociski rakietowe, moździerzowe i artyleryjskie lecące na wysokości do 15 km w odległości od 40 km do 300 km.
Koszt produkcji jednego pocisku Stunner wynosi 1 mln dolarów.
Drugim pociskiem, który może zostać użyty w Procy Dawida jest SkyCeptor. Jest on w stanie przechwycić pociski balistyczne krótkiego (w tym pociski Scud) i średniego zasięgu oraz pociski manewrujące. Pocisk ten może być użyty w systemach Patriot. Był on m.in. oferowany przez Izrael Polsce, Niemcom i Holandii do systemów zakupionych od Stanów Zjednoczonych  .

### Radar

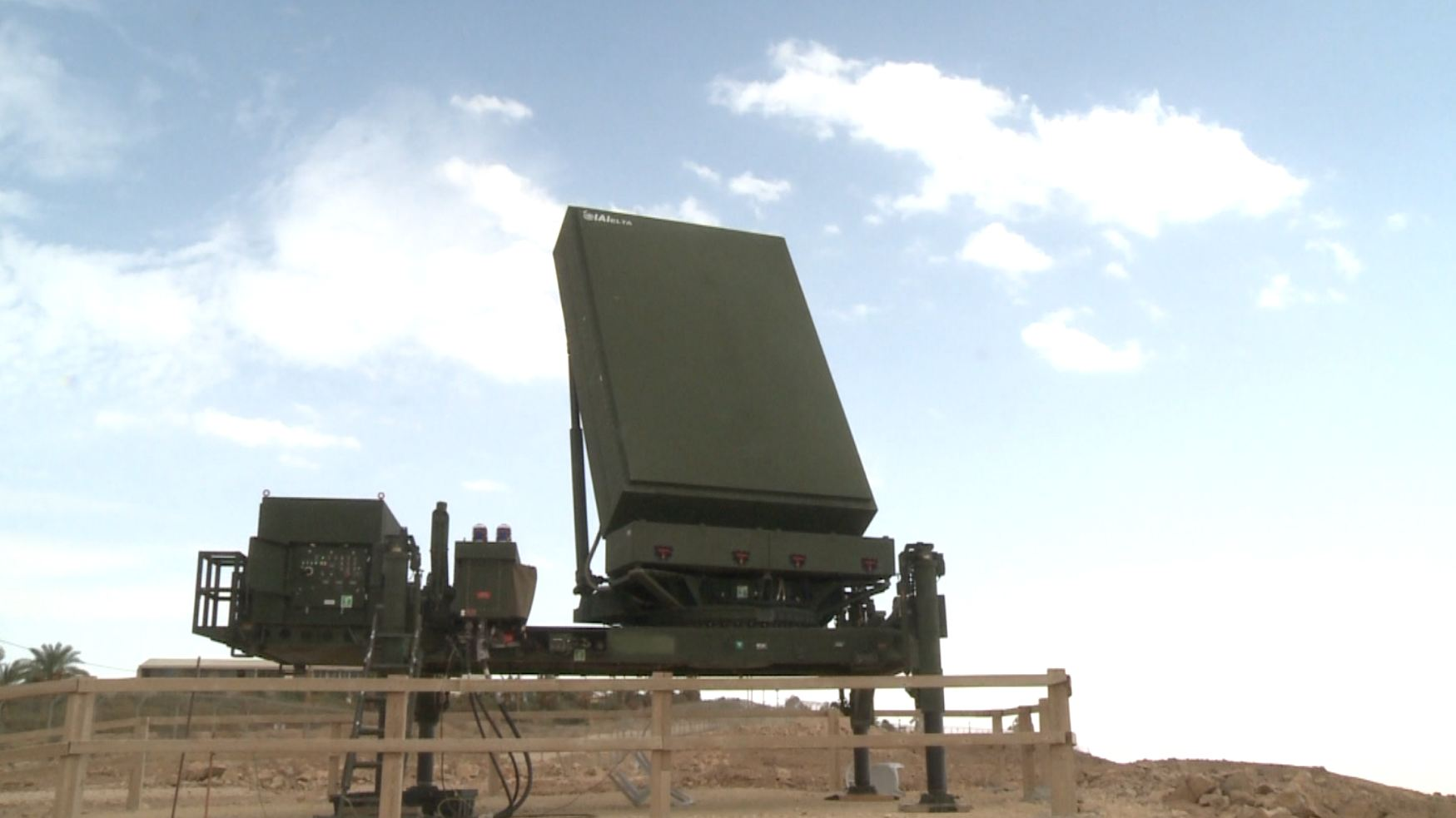
Radar ELM-2084 MMR

Radar systemu stanowi wielozadaniowy radar (ang. Multi Mission Radar, MMR) ELM-2084 produkcji izraelskiego przedsiębiorstwa ELTA Systems. Radar ten należy do rodziny mobilnych radarów pracujących w pasmach S oraz C i może być wykorzystany do wielu zadań: zwiadu powietrznego, wsparcia ognia kontrartyleryjskiego i kierowania ogniem. Konstrukcja radaru pozwala na użycie go w różnych konfiguracjach i kształtach z zastosowaniem dodatkowych czujników. ELM-2084 wykrywa, namierza i klasyfikuje w czasie rzeczywistym cele lecące na wysokim i niskim pułapie (np. drony, amunicję krążącą, taktyczne pociski balistyczne, pociski manewrujące, pociski rakietowe i moździerzowe), a także oblicza i aktualizuje ich trajektorie. Radar może zostać zintegrowany z istniejącym już systemem radarowym lub może działać niezależnie. W trakcie minuty radar może wykonać 30 obrotów wokół własnej osi.
W trybie dozorowania radar może śledzić 1100 celów w odległości do 474 km, a w trybie kierowania ogniem może śledzić 200 celów na minutę w odległości 100 km.

## Użytkownicy

### Izrael

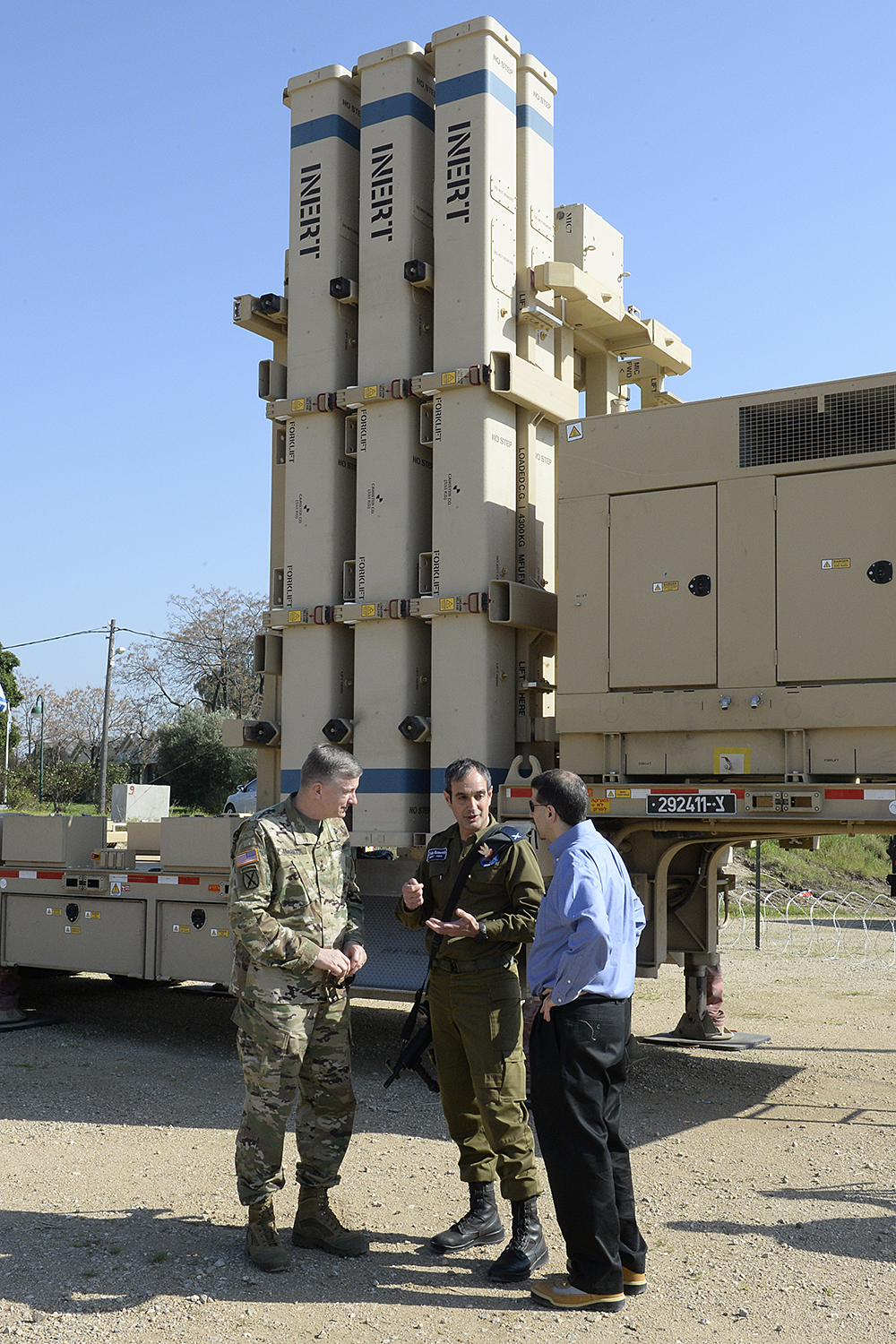
Wyrzutnia systemu z kontenerami na pociski

W 2016 roku Proca Dawida została przekazana Siłom Powietrznym Izraela w celu przeprowadzenia ostatecznych testów operacyjnych. W 2017 roku, po pozytywnym zaopiniowaniu, system wszedł na uzbrojenie armii. Pierwsze dwie baterie Procy Dawida zostały rozmieszczone w bazie Chacor . Jest on traktowany jako uzupełnienie izraelskiego systemu obrony przeciwrakietowej na średnim szczeblu pomiędzy Żelazną Kopułą a pociskami przeciwbalistycznymi Chec 2 i Chec 3.
W 2018 roku system został użyty pierwszy raz w warunkach bojowych. 23 lipca Izraelczycy wykryli wystrzelenie dwóch pocisków z posiadanych przez Syrię zestawów radzieckiej produkcji 9K79 Toczka. Działania te zostały zinterpretowane jako zagrażające państwu – zdecydowano o aktywowaniu Procy Dawida i wystrzelono dwa pociski przechwytujące. W momencie, kiedy systemy Procy Dawida obliczyły trajektorię lotu syryjskich pocisków i uznały je za niezagrażające Izraelowi, uruchomiono procedurę autodestrukcji Stunnerów. Jeden z nich eksplodował nad Wzgórzami Golan, a drugi spadł prawdopodobnie na terytorium Syrii  .

### Finlandia
5 kwietnia 2023 roku Ministerstwo Obrony Finlandii poinformowało o wydaniu zgody na zakup przez armię izraelskiego systemu. Koszt nabycia ma wynosić 316 mln euro z możliwością dokonania kolejnego zakupu za kwotę 216 mln euro. Poza przedsiębiorstwami z Izraela i Stanów Zjednoczonych w implementację systemu zaangażowany będzie przemysł zbrojeniowy Finlandii .